# Bandiera della Toscana

La bandiera della Regione Toscana

La bandiera della Toscana è il vessillo de facto dell'omonima regione italiana.
Realizzata a partire dal gonfalone, come definito dalla legge regionale n. 44 del 20 maggio 1975, è un drappo bianco con al centro il Pegaso in argento (mutuato dallo stemma regionale) e due bande rosse orizzontali parallele ai bordi.

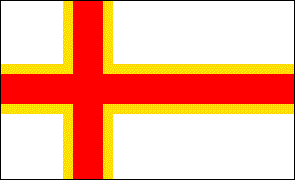
La bandiera della Toscana di uso marittimo nel XVIII secolo tratto da Tableau des pavillons ou Bannières que la pluspart des nations arborent à la mer fait au dépot des Cartes et plans de la Marine pour le service des Vaisseaux du Roy par ordre de M. de Machault, garde des sceaux de France, Ministre et secrétaire d'état ayant le Département de la Marine, par le s.r Bellin, ingénieur de la marine, et du dépos des plans, de l'Ac.mie de Marine de la Société royale de Londres, etc. 1756 cfr. https://gallica.bnf.fr/ark:/12148/btv1b6947403r.item

I colori bianco e rosso ripetono quelli presenti nella bandiera del Granducato di Toscana e corrispondono a quelli già adottati intorno al 1000 dai primi sovrani di Toscana quali Ugo II di Toscana (con il suo stemma palato di rosso e di bianco) e i vari Guidi, fin dai tempi di Teodigrimo di Toscana (l'ultimo Guidi a ricoprire una carica di governo pan-toscana fu Guido Novello di Modigliana nel 1266). 
I colori bianco e rosso vennero poi usati in molte bandiere storiche toscane successive (quelle, per esempio, della Repubblica Fiorentina, della Repubblica di Pisa e di Repubblica di Lucca) e nelle bandiere e gonfaloni (ancora oggi in uso) di quasi tutte le città toscane capoluogo di provincia: Livorno, Massa, Pistoia, Grosseto, Firenze e Arezzo. Carrara, Prato e Siena hanno colori diversi (o manca il bianco o manca il rosso), anche se i colori bianco e rosso sono presenti nella bandiera della provincia di Siena (leone bianco su sfondo rosso). Questa preponderanza dei due colori bianco (argento in araldica) e rosso li rende di fatto il più antico segno araldico dell'identità della Toscana.
Del carattere toscano dei colori rosso e bianco era cosciente anche Napoleone (al quale, tra le altre cose, la storiografia toscana dell'epoca propose una discendenza dai Guidi), che quando fu esiliato all'Isola d'Elba cercò di dare al suo nuovo piccolo regno una bandiera che fosse sintesi delle più antiche tradizioni araldiche toscane. Di questo ce ne da testimonianza il comandante della fregata inglese HMS Undaunted, Thomas Ussher, che portò Napoleone da Marsiglia all'Elba e che così scrive nelle sue memorie: «Napoleone aveva con sé un libro dove erano raffigurate tutte le bandiere della Toscana, antiche e moderne; mi chiese la mia opinione su quella che aveva scelto». Questo interesse di Napoleone per l'araldica toscana ce lo conferma anche il commissario britannico designato ad accompagnare Napoleone all'Elba, il colonnello Neil Campbell, che scrisse nel suo diario: «[...] era il più esattamente possibile una bandiera dell'antica Toscana».

## Vessilli e simboli storici

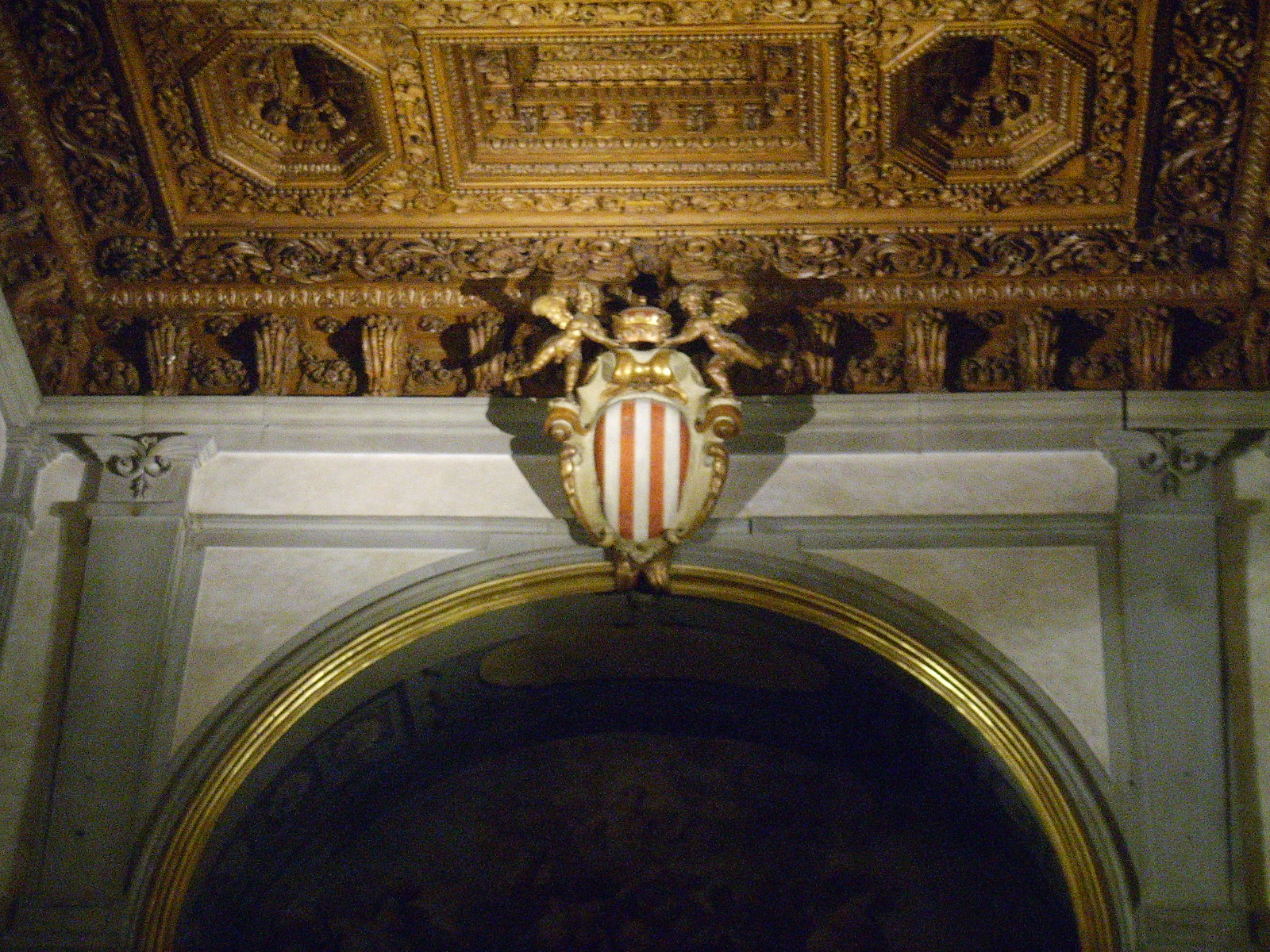
Stemma di Ugo II di Toscana nella Badia Fiorentina.
Stemma dei Guidi
Bandiera della Signoria di Piombino, al tempo degli Appiani, signori di Piombino e dell'Isola d'Elba
Bandiera di Lucca dal XII secolo.
Croce di San Giovanni Battista, simbolo dei ghibellini fiorentini.
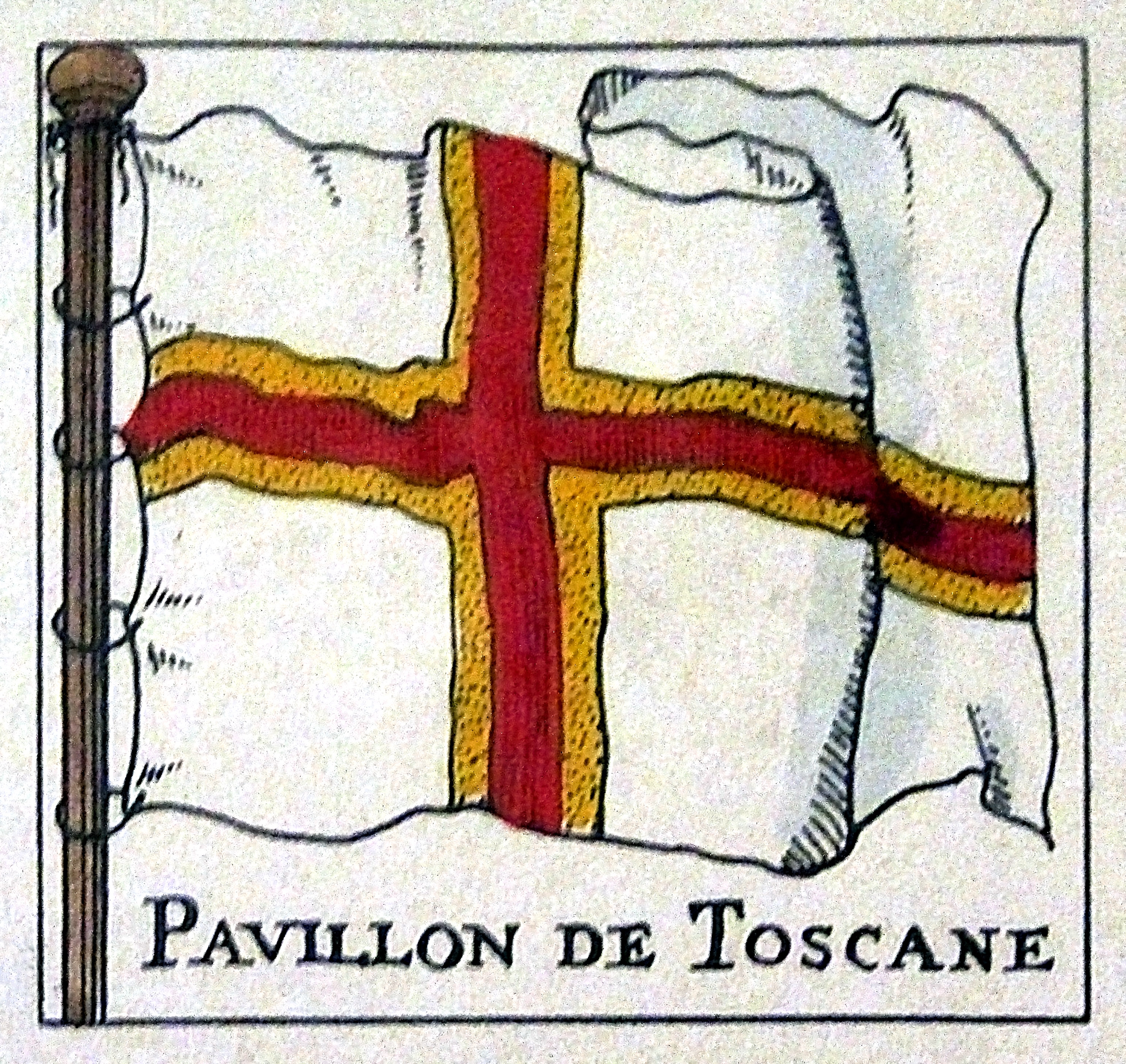
Bandiera del Granducato di Toscana (uso marittimo, XVIII secolo).
Bandiera dell'Elba (1814-1815), ideata da Napoleone ispirandosi ai colori dominanti dell'araldica toscana
Bandiera del Granducato di Toscana (1815-1840).
Bandiera del Granducato di Toscana (1840-1848 e 1849-1860).
Bandiera del Granducato di Toscana (1848-1849).
Bandiera in uso fino al 3 febbraio 1995, anno dell'introduzione del disegno attuale del pegaso.
Il Pegaso nello stemma della Regione Toscana.